# Zhu Xi
Zhu Xi (kinesisk: 朱熹, pinyin: Zhū Xī, W.-G.: Chu Hsi, født 18. oktober 1130 i Youxi i Fujian i Kina, død 23. april 1200) var Kinas fremmeste neokonfucianske filosof. Han underviste ved det fremstående Den hvide hjorts grottes akademi og var Song-kejserens lærer og rådgiver.
Zhu Xis forfædre kom fra Wuyuan i den nuværende provins Jiangxi. Han efterlod sig over 70 værker. Desuden grundlagde han mere end 50 private højere læreanstalter i Wuyibjergene og uddannede personligt mere end tusinde elever, blandt andet ved det fremtrædende Yuelu-akademi i Changsha i Hunan. Flere af disse blev betydningsfulde teoretikere.
Blandt Zhu Xis værker er bogen Familien Zhus familienormer, et hovedværk for reguleringen af familieforhold. Kort før han døde reviderede han sine anmærkninger til bogen Den store lærdom (大學, dàxué), der blev benyttet ved den kinesiske embedsmandsuddannelse frem til 1905. Han tilskrives også ansvaret for at have fastsat "konfucianismens kanon" af tekster, kendt som konfucianismens fire bøger.
Zhu Xi beskrives ofte som en radikal ateistisk filosof. Den beskrivelse er dog kun præcis, såfremt det antages, at der kan findes en ateisme med transcenderende træk.
Han var desuden en fremragende kalligraf.